# Novaculoides
Novaculoides is een monotypisch geslacht van straalvinnige vissen uit de familie van de lipvissen (Labridae).

## Soort
- Novaculoides macrolepidotus (Bloch, 1791)